# Phalacrophyto sarcophagina
Phalacrophyto sarcophagina là một loài ruồi trong họ Tachinidae.